# Neophyte
Neophyte je utjecajna i poznata Hardcore Techno / Gabber skupina osnovana 1992. u Rotterdamu, Nizozemska. Tri izvorna člana su Jeroen Streunding (DJ Neophyte), Danny Greten i Robin van Roon.

## Povijest sastava
Jeroen je deejayao i organizirao male zabave tijekom 1990. godine, prije nego što se upoznao s Dannyjem na lokalnoj zabavi. Njih dvojica odlučili su zajedno raditi na pjesmama. Robin van Roon također se priključio nakon nekog vremena. Producirajući neke pjesme na starom Amiga računalu s Protrackerom, njih trojica odlučili se posjetiti Paula Elstaka koji je upravo pokrenuo diskografsku kuću Rotterdam Records gdje su se nadali da će biti primljeni. No, Paul Elstak je tražio da im pjesme moraju imati čist zvuk. Tijekom sljedećih mjeseci i sljedećih proba, Paul je iznenada zavolio njihove skladbe i odlučio ih je objaviti u svojoj diskografskoj kući. Godine su prolazile, a Danny, Jeroen i Robin su objavili više izdanja, te je započelo sviranje po zabavama. Godine 1995. Robin van Roon napustio je skupinu zbog studiranja i Jarno Butter, gitarist i dobar Dannyjev prijatelj, je uvršten u skupinu u nastupima uživo.

## Diskografija

### Objavljeno pod imenomPlacenta
| Godina | Singl              |
| ------ | ------------------ |
| 1998.  | "Beginning To Fly" |

### Objavljeno pod imenomDe Schiedamse Schutters
| Godina | Singl           | Napomena                                                                           |
| ------ | --------------- | ---------------------------------------------------------------------------------- |
| 1998.  | "Linke Gabbers" |                                                                                    |
| 2007.  | "Pokkeherrie"   | Snimljeno zajedno s Evil Activitiesom predstavljenim u pjesmi kao Krimpens Geweld. |

### Objavljeno pod imenomBodylotion
| Godina | Album                      | Format                 |
| ------ | -------------------------- | ---------------------- |
| 1993.  | Ik Wil Hakke!              | 12 inčna vinilna ploča |
| 1994.  | Bodylotion II              | 12 inčna vinilna ploča |
| 1996.  | Always Hardcore            | 12 inčna vinilna ploča |
| 1996.  | Bodylotion IV              | 12 inčna vinilna ploča |
| 1998.  | The Final Bodylotion       | 12 inčna vinilna ploča |
| 2000.  | The Final Bodylotion Pt. 2 | 12 inčna vinilna ploča |
| 2002.  | Neighbourhood Crime        | 12 inčna vinilna ploča |

### Objavljeno pod imenomNeophyte
| Godina | Album                        | Format                 |
| ------ | ---------------------------- | ---------------------- |
| 1993.  | Protracker E.P.              | 12 inčna vinilna ploča |
| 1993.  | The Three Amigas' EP         | 12 inčna vinilna ploča |
| 1994.  | Noise Is The Message         | 12 inčna vinilna ploča |
| 1996.  | Execute                      | 12 inčna vinilna ploča |
| 1997.  | Hardcore                     | dvostruki CD           |
| 1997.  | Neophyte Promo               | 12 inčna vinilna ploča |
| 1997.  | None Of Ya Left              | 12 inčna vinilna ploča |
| 1998.  | Real Hardcore                | 12 inčna vinilna ploča |
| 1998.  | Totaly Remixed               | 12 inčna vinilna ploča |
| 1999.  | Heroes Of Hardcore           | trostruki CD           |
| 1999.  | Number One Fan               | 12 inčna vinilna ploča |
| 2000.  | Not Enough Middle Fingers    | dvostruki CD           |
| 2001.  | At War                       | CD                     |
| 2001.  | D.R.U.G.S.                   | 12 inčna vinilna ploča |
| 2001.  | Hardcore To The Bone vol. 2  | dvostruki CD           |
| 2001.  | Real Hardcore                | 12 inčna vinilna ploča |
| 2001.  | Ten Years Of Terror          | dvostruki CD           |
| 2002.  | Hardcore To The Bone vol. 3  | dvostruki CD           |
| 2002.  | Hardcore To The Bone vol. 4  | dvostruki CD           |
| 2002.  | Hardcore To The Bone vol. 5  | dvostruki CD           |
| 2002.  | Loud & Proud                 | dvostruki CD           |
| 2003.  | Hardcore To The Bone vol. 6  | dvostruki CD           |
| 2004.  | Hardcore To The Bone vol. 7  | dvostruki CD           |
| 2004.  | Hardcore To The Bone vol. 8  | dvostruki CD           |
| 2004.  | Our thing E.P. Part 1        | 12 inčna vinilna ploča |
| 2005.  | 13 Jaar Terreur - De Megamix | dvostruki CD           |
| 2006.  | Invasion                     | 12 inčna vinilna ploča |
| 2006.  | Recht Uit De Ondergrond      | 12 inčna vinilna ploča |
| 2006.  | Rechtoe Rechtaan             | dvostruki CD           |
| 2009.  | I'm In Nightmare             | 12 inčna vinilna ploča |

## Videografija
| Godina | Naziv                                               | Format |
| ------ | --------------------------------------------------- | ------ |
| 2005.  | 13 Jaar Terreur                                     | DVD    |
| 2007.  | Neophyte World Tour '06 - One Year on a Daft Planet | DVD    |

## Vanjske poveznice
- Službena web stranica